# Telmatoscius
Telmatoscius é um género de coleópteros da família Erotylidae.
Tem a sua área de distribuição na América Central.
Este género possui uma espécie, Telmatoscius claviger, segundo Sharp. Grouvelle (Grouvelle and Raffray, 1912) adicionou uma nova espécie, mas desde essa data nenhuma outra foi descrita.

## Descrição
Semelhante a Loberus, não sendo fácil a distinção. Em relação a Lobelus, possui setae longas e recumbentes nos élitros. O protórax é mais estreito frontalmente. Os olhos são grandes, facetados. O clípeo possui uma margem apical direita. O segmento 4 é ligeiramente que o 3 e 5. Os segmentos 6 e 8 são de dimensões semelhantes. O segmento 10 é maior que o segmento 9. O segmento terminal é mais largo que comprido, com ápex ligeiramente deprimido. Impressões pré-basais no pronotum presentes. O metaesterno é maior do que em Loberus. As patas e abdómen também como em Loberus.

## Informação adicional
Informação adicional é referida por Leschen (2003), e aqui resumida.
Devido à sua grande variabilidade, foi sugerido que o género Loberus poderia conter no seu intervalo de variação os géneros Fitoa, Paphezia e o género aqui tratado, Telmatoscius (Leschen & Wegrzynowicz 1998). Telmatoscius é tratado no estudo do autor, separadamente de Loberus, visto que possui características que estão ausentes em Loberus.
O autor coloca este género na subfamília Loberinae, juntamente com os géneros Fitoa, Loberus, Loberolus, Paphezia e Stenodina. Corresponde à tribo Loberini Bruce, 1951.
Na sua análise de árvores de distâncias, o autor sugere três características que suportam a subfamília Loberinae, nomeadamente a largura do palpómero labial apical ser maior ou igual ao seu comprimento, o pronotum constrito na base e fileiras estridulatórias presentes no vertex da cabeça.
Na sua chave filogenética, o género é classificado devido a:
- Pronotum mais largo na base; fóvea mesoventral presente, pelos empodiais aparentemente ausentes
- Protórax mais largo na base com os lados a convegir no lado anterior

Ainda segundo o autor, os ductos glandulares cefálicos estão presentes mas pouco desenvolvidos e vísiveis, em dissecações. Os ductos glandulares mesoventrais estão presentes, sendo o par anterior bem desenvolvido enquanto que o posterior é pouco visível. Os poros metaventrais são dados como ausentes. Os ductos glandulares do disco de ventritos estão restritos ao ventrito 1 neste género. A espermateca apresenta-se colapsada. O tarsómero 1 é ligeiramente maior que o 2.

## Espécies
- Telmatoscius claviger Sharp
- Telmatoscius dufaui Grouvelle
  - Ocorrência: Guadalupe[2]